# Patkó Ferenc (biológus)
Patkó Ferenc (Déva, 1952. április 21. –) erdélyi magyar biológus.

## Életútja
Középiskoláit Déván végezte (1971). A kolozsvári Babeș-Bolyai Egyetemen, a Földrajz-Biológia-Geológia Karon 1975-ben főiskolai oklevelet, 1980-ban biológiából egyetemi diplomát szerzett. 1975 óta tanít; jelenleg a zeteváraljai Jókai Mór Általános Iskolában. A biológiai tudományok doktora (1998).

## Munkássága
Kutatási területe a talajfaunisztika és a rovartan; ezek mellett környezettannal is foglalkozik. Első írása a TETT-ben jelent meg (Altruizmus az állatvilágban. 1982/2). Román nyelvű szaktanulmányai a holyvafélékről (Staphylinidae), a futrinkafélékről (Carabidae) és a fülescsápúbogár-félékről (Dryopidae), azok Keleti-Kárpátok-beli és hargitai előfordulási helyeiről a Studii și comunicări című szászrégeni kiadványban (1982/1. 311-312), az Analele Banatului 1990-es kötetében (1990/1. 36-41. és 48-52), a Buletinul Informativ al Societății de Lepidopterologie Română 1994-es kötetében (5/1. 70-80) jelentek meg. Az EME Múzeumi Füzetek című kiadványában (1994/3. 151-157) ismertette a székelyudvarhelyi volt Római Katolikus Főgimnázium természetrajzi szertárának állatgyűjteményét, ugyanott (1996/5) az üregi mohaholyváról a vargyasi barlangrendszerben és a Keleti-Kárpátok holyvafaunájáról közölt tanulmányt.
Kötete: Alfred Edmund Brehm: Az Északi-sarktól az Egyenlítőig (szövegválogatás és bevezető tanulmány. 1988 = Téka).